# Choerolophodontidae
Choerolophodontidae — вимерла родина хоботних, що існувала в міоцені (17-7 млн років тому). Всередині родини виділяють два роди: Afrochoerodon і Choerolophodon.
Раніше Choerolophodontidae класифікували як підродину Choerolophodontinae родини Gomphotheriidae, але кладистичний аналіз 2016 року призвів до виділення їх в окрему родину.
Скам'янілості Choerolophodontidae були знайдені в Азії, Африці і на Балканах.